# Campanula raveyi
Campanula raveyi är en klockväxtart som beskrevs av Pierre Edmond Boissier. Campanula raveyi ingår i släktet blåklockor, och familjen klockväxter. Inga underarter finns listade i Catalogue of Life.